# ماسلیموماب
ماسلیموماب (انگلیسی: Maslimomab) نوعی آنتی‌بادی مونوکلونال موشی بوده و جزء داروهای سرکوب‌کننده سیستم ایمنی می‌باشد.

## مکانیسم اثر
این دارو، مهارکننده گیرنده‌های سلول T است.

## کاربرد
ماسلیموماب صرفاً در پژوهش‌های آزمایشگاهی کاربرد داشته و فاقد کاربردهای تشخیصی و درمانی در انسان می‌باشد.